# Psilacron arthuri
Psilacron arthuri är en fjärilsart som beskrevs av William Schaus 1911. Psilacron arthuri ingår i släktet Psilacron och familjen tandspinnare. Inga underarter finns listade.